# Pažský most
Pažský most (chorvatsky Paški most) je silniční most, který zajišťuje dopravní napojení ostrova Pag (podle něhož je i pojmenován) s chorvatským vnitrozemím. Vybudován byl mezi obcemi Miškovići a Rtina. Překonává úžinu Ljubačka vrata a je součástí silnice D106. Za užití mostu se neplatí žádné poplatky.[zdroj?]
Výstavba mostu byla realizována v souvislosti s rozvojem turistiky na jaderském pobřeží Dalmácie. V roce 1960 navštívila ostrov Pag tehdejší hlava státu Josip Broz Tito, který podpořil myšlenku jeho výstavby. Stavební práce na mostu probíhaly v následujících letech. Na staveništi pracovalo až 160–170 lidí při nejvyšší míře intenzity prací. Ve své době se díky monumentálnímu oblouku most řadil mezi světové seznamy velkolepých mostů. Most byl budován nejen v náročném terénu, musel ale obstát i případné bouře, které z moře směrem k ostrovu Pag často přicházejí.
Most byl dokončen dne 17. listopadu 1968. Obloukový most byl zbudován z armovaného betonu. Dlouhý je 301 metrů, široký 9 metrů, oblouk je dlouhý 193 metrů. Vybudovala jej jugoslávská společnost Mostogradnja podle návrhu inženýra Iliji Stojadinoviće.
V polovině 80. let se ukázal špatný technický stav mostu, v roce 1984 na něm byl přerušen provoz, v dalších letech bylo zjištěno těžké poničení konstrukce, zatékání z vozovky a působení chemikálií. V letech 1990 a 1991 byla provedena komplexní sanace konstrukce tak, aby do ní nezatékalo a nebyla ohrožena stabilita stavby. Stavební práce tehdy provedla společnost Geotehnika. Ukázalo se, že by bylo pro zlepšení stavu mostu vhodné nahradit jeho části nad samotným obloukem ocelovou konstrukcí, nicméně tomu se tak kvůli válce v 90. letech nestalo.
Během Chorvatské války za nezávislost tudy často procházeli uprchlíci ale i zbraně, vojsko a další. Byl několikrát cílem útoků jugoslávského letectva. Po skončení konfliktu byl most komplexně rekonstruován, v současné době slouží nejen pro místní dopravu ale především pro potřeby turistiky. V roce 1998 jej poškodila bouře, ale škody byly velmi rychle opraveny.